# امانوئل نوردی
امانوئل نوردی (انگلیسی: Emanuele Nordi؛ زادهٔ ۲۳ آوریل ۱۹۸۴) بازیکن فوتبال اهل ایتالیا است.
از باشگاه‌هایی که در آن بازی کرده‌است می‌توان به باشگاه فوتبال فروزینونه، باشگاه فوتبال تراپانی، باشگاه فوتبال آلساندریا، و باشگاه فوتبال اسپال اشاره کرد.